# Ocell apòstol
L'ocell apòstol (Struthidea cinerea) és una espècie d'ocell de moviments ràpids, de color gris o negre que fa uns 33 centímetres de llargada. És nadiu d'Austràlia, on passeja pels boscos, menjant insectes i buscant llavors per terra. A vegades, aquests ocells van en grups de 12 individus; és per aquesta raó per la qual van ser anomenats com els apòstols bíblics, els dotze seguidors principals de Jesucrist.

## Distribució i hàbitat
Es troba en zones interiors de l'est d'Austràlia, des del nord de Victòria i Austràlia Meridional, pel nord de Nova Gal·les del Sud i la zona centre fins al nord i oest de Queensland. Existeix també una població aïllada al Territori del Nord. Habita zones boscoses obertes, sense gaires arbres, especialment amb coníferes dels gèneres Callitris i Casuarina.[2]